# لويس يياغر
لويس يياغر (بالإنجليزية: Lewis Yeager)‏ هو مدرب رياضي أمريكي، ولد في 10 سبتمبر 1878 في فيرجينيا الغربية في الولايات المتحدة، وتوفي في 10 ديسمبر 1906 في مورغانتاون في الولايات المتحدة.